# Kyranna di Salonicco
Kyranna di Salonicco (Salonicco, 1731 – Salonicco, 28 febbraio 1751) è venerata dalla Chiesa ortodossa come santa.
Originaria di Ossa, villaggio di Vissoka vicino a Salonicco, fu ritenuta martirizzata dagli Ottomani. La sua memoria liturgica ricorre il 28 febbraio.

## Agiografia
Kyranna era originaria della località di Visoka (ora Ossa), nella regione di Salonicco, ed era rinomata per la sua pietà e la sua bellezza.
Un giannizzero ottomano, sovrintendente di polizia ed esattore delle tasse, un giorno si innamorò follemente di lei e cercò di conquistarla. Poiché lei rimaneva imperturbabile alle sue avances, la portò con la forza davanti a un giudice di Salonicco al quale affermò con la partecipazione di due falsi testimoni che avesse accettato la sua proposta di matrimonio e di aver promesso di convertirsi all'Islam prima di ritrattare. Kyranna replicò alle accuse affermando «Sono una cristiana e non ho marito all'infuori di Cristo, al quale offro la mia verginità in dote. È Lui che amo e sono pronta a versare il mio sangue per Lui!».
Fu quindi imprigionata e il giannizzero ottenne dal bey della guarnigione di Salonicco il permesso di recarsi alla prigione quando lo desiderava. Vi andò diverse volte con altri giannizzeri per picchiarla e torturarla. Quando se ne andavano, il carceriere la teneva sospesa per le ascelle e la picchiava con verghe, nonostante le grida e le rimostranze delle altre detenute nella cella. Dopo sette giorni di torture, il carceriere la attaccò in un impeto di rabbia e finì per ucciderla con una picca. 
Intorno alle 4 o alle 5 del mattino, una luce soprannaturale apparve sui resti della donna e un odore miracoloso si sparse per tutta la prigione. Le detenute cristiane che erano nella cella si misero a pregare. Il carceriere tremò di paura per questo fenomeno e, successivamente, gli Ottomani concessero ai cristiani il permesso di prendere il suo corpo e seppellirlo.
Successivamente, tutte le tracce del luogo della sua sepoltura andarono perdute e i documenti scritti menzionavano solo il fatto che si trovava fuori Salonicco. Nel 2011, alcuni dei suoi resti furono rinvenuti sotto le lastre del pavimento in una chiesa di Ossa.

## Culto
È stata canonizzata dalla Chiesa ortodossa come santa.
Nel 1868, fu costruita sul sito della sua casa natale a Visoka la Chiesa di santa Kyranna.